# دیولیی
دیولیی (به انگلیسی: Dewlai) یک منطقهٔ مسکونی در پاکستان است که در خیبر پختونخوا واقع شده‌است.